# Dicrania pilosa
Dicrania pilosa är en skalbaggsart som beskrevs av Moser 1919. Dicrania pilosa ingår i släktet Dicrania och familjen Melolonthidae. Inga underarter finns listade i Catalogue of Life.